# Embalse de Amitges de Ratera
El embalse de Amitges de Ratera está formado por una presa construida en 1958 sobre el lago Grande de Amitges, de origen glaciar, en la cuenca del río Ratera, a 2370 m de altitud.
Forma parte del parque nacional de Aiguas Tortas y Lago de San Mauricio. Su nombre aparece en diversas formas, pues antes de la construcción de la presa había varios lagos pequeños en esta zona. En las páginas de la Confederación Hidrográfica del Ebro aparecen el lago de Amitges Petit, el lago de Amitges Mitjá y el embalse de Amitges de la Ratera. Con este último nombre aparece en la página del SEPREM, la Sociedad Española de Presas y Embalses.
Al norte, se hallan los picos de Agulles de Amitges (2657 m), Amitges (2848), y Saboredo (2829 m), que separan el lago y su  cuenca del valle de Arán, al norte. Al oeste, se encuentran los lagos de la Munyidera y Barbs, que lo abastecen, al sudeste, los lagos de la Llosa, a 2333 m, y al sur, el lago desagua sobre el pequeño lago de la Cabana o de la Bassa, y este a su vez sobre el lago de Ratera (2150 m), que desagua en el lago de San Mauricio (1912 m), y este, a través del río Escritá, en el Noguera Pallaresa.
Su función es mantener los niveles de agua en los lagos que abastecen la central hidroeléctrica de San Mauricio.
Al sudoeste del lago se encuentra el refugio de Amitges, del CEC, a 2380 m, de 74 plazas con servicio de comidas durante la estación veraniega y una zona libre de 12 plazas cuando está cerrado.
Forma parte del conjunto de embalses denominado sistema de los lagos de Espot, que incluye los lagos de Amitges de Ratera, Barbs, La Cabana, Monestero, Munyidera, Ratera, Obagues de Ratera, Subenuix y San Mauricio, con una capacidad de 10 hm³.